# Крапинська пралюдина

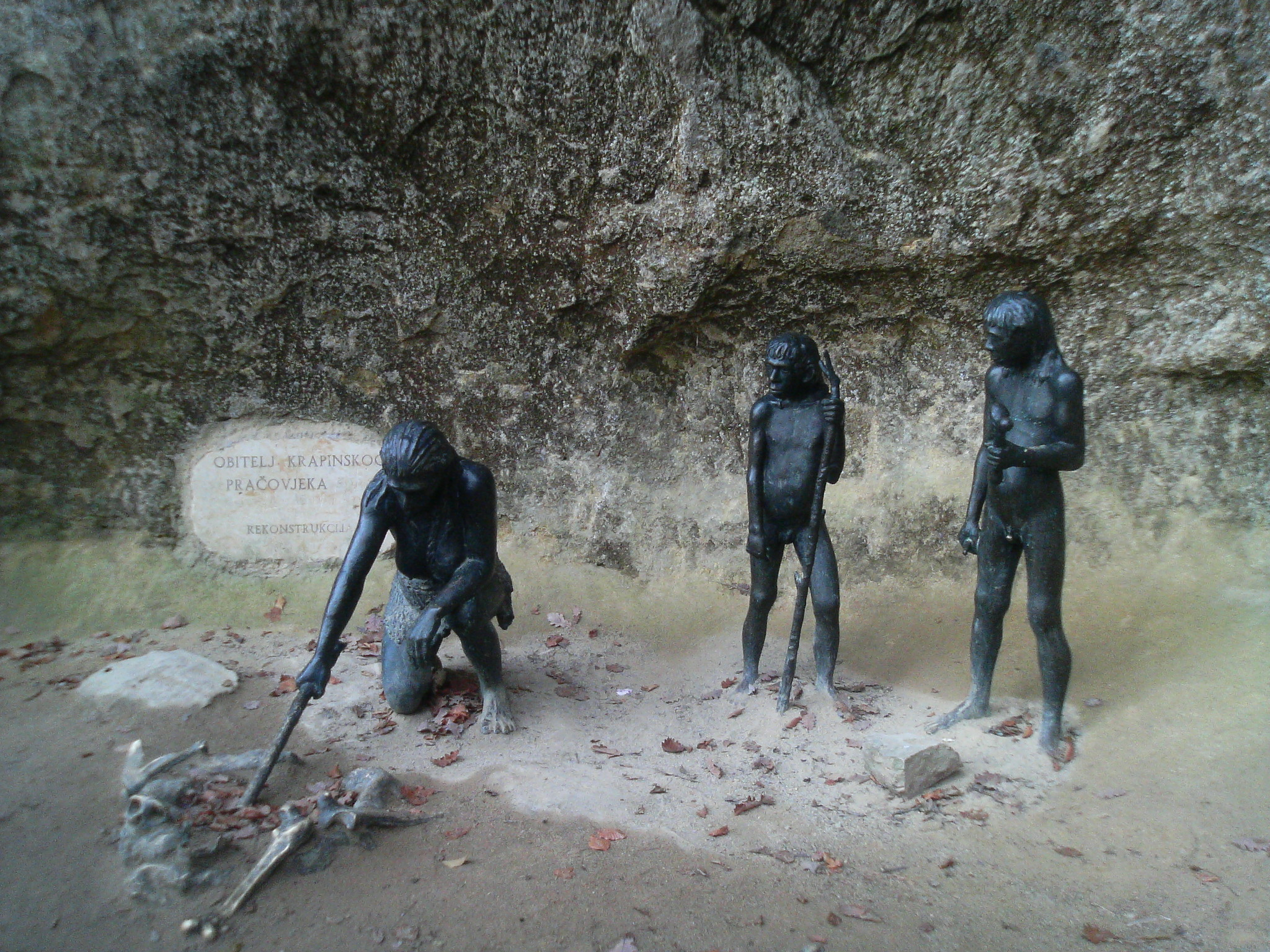
Реконструкція сім'ї крапинської пралюдини.

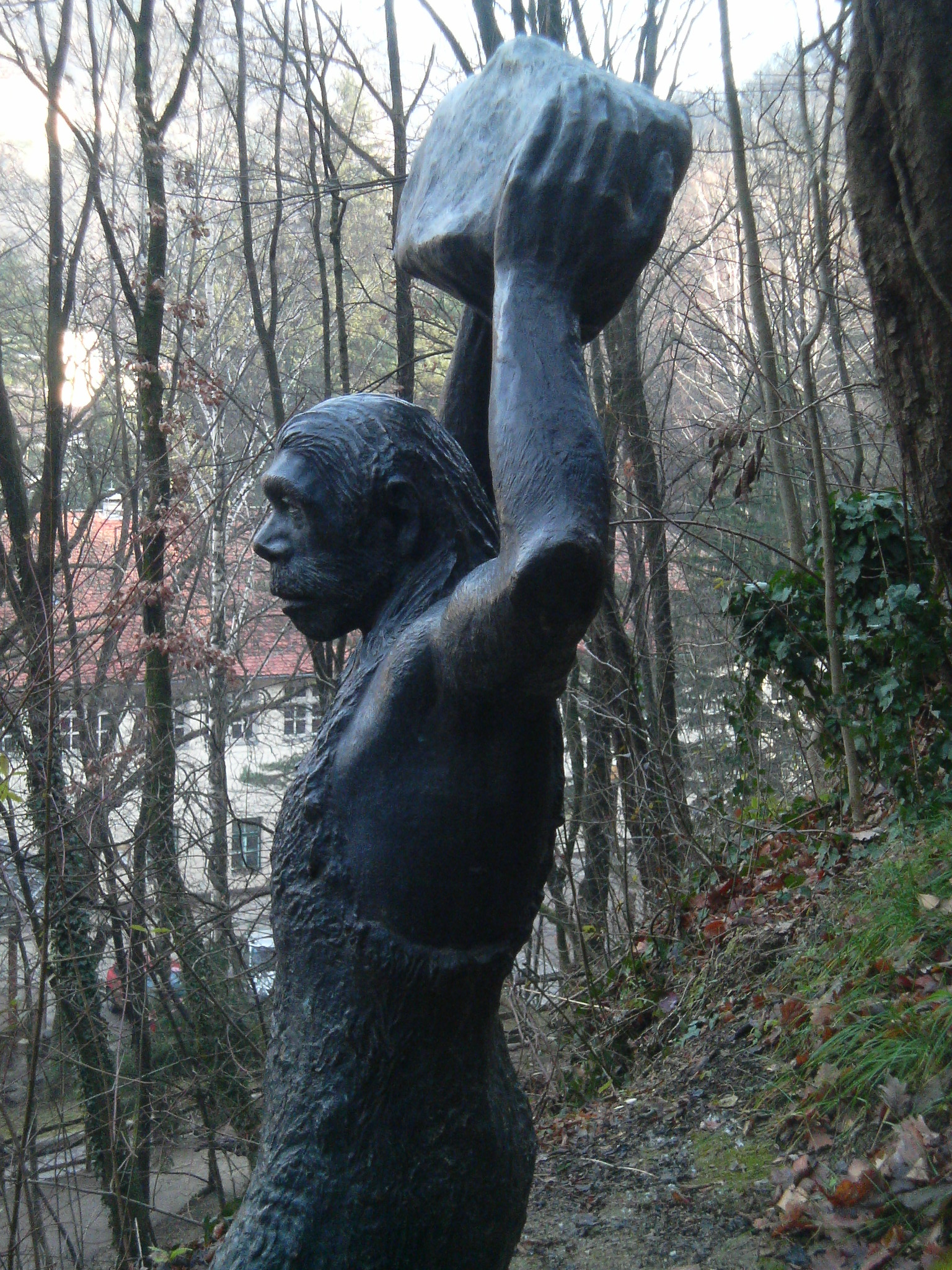
Приблизна реконструкція неандертальця.

Крапинська пралюдина (хорв. Krapinski pračovjek) — поширена назва колекції викопних решток доісторичної людини з печери у пагорбі поблизу Крапини. Колекцію зібрано під час розкопок під керівництвом Драгутина Горяновича-Крамбергера в 1899—1905 роках. Як одна з найбільших колекцій неандертальців узагалі вона може слугувати унаочненням біологічної мінливості популяції пралюдини. Містить майже 900 кісток приблизно сімох десятків особин віком від 3 до 27 років.
Було знайдено майже всі частини скелета, але кістки суттєво зламані. Немає системно похованих особин, повністю збережених черепів або цілих довгих кісток. Це, а також сліди вискоблювання та різання окремих кісток спонукали ранніх дослідників припустити, що крапинська доісторична людина була людожером. Новіші дослідження показали, що такі пошкодження могли статися і внаслідок природних процесів під час скам'яніння, але питання канібалізму досі є предметом наукових розвідок. Поряд з останками крапинської пралюдини було знайдено чимало кісток вимерлих видів тварин (печерного ведмедя, первісної худоби, мамонта, вовка, носорога Мерка, байбака та ін.) і близько 300 витворів із дробленого каменю (молотки, шкребки, клинці, граблі, ножі, пилки, свердла), що належать до археологічної доби середнього палеоліту, або мустьєрської культури. Також були знайдені сліди вогнища та обпалених кісток, а це означає, що крапинська праісторична людина вже користувалася вогнем. Вік крапинських знахідок оцінюється приблизно в 130 000 років.

## Висліди
Дослідження пам'яток палеоліту в Хорватії, а також розповіді про крапинських пралюдей розпочалися 23 серпня 1899, коли Драгутин Горянович-Крамбергер на запрошення о. Домініка Антолковича відвідав пам'ятку архітектури на пагорбі Хушняково біля Крапини, щоб вивчити залишки кісток і зубів, знайдені там робітниками в результаті забору піску.
У ході досліджень було виявлено чотири зони, розділені відповідно до фауністичних знахідок:
1. Castor fiber (бобер європейський)
2. Homo sapiens (людина розумна)
3. Rhinocerus merckii  (носоріг Мерка)
4. Ursus spelaeus (печерний ведмідь)

Вік крапинської пралюдини оцінюється в 100 000 років.
Під час розкопок 1905 року було зібрано понад 5000 предметів (кістки доісторичної людини та фауни, артефакти), з яких 874 — залишки людського походження. Артефакти належали до мустьєрської культури. Були також знайдені залишки вогнища, з чого можна зробити висновок, що крапинська доісторична людина знала вогонь.

## Особливості
Крапинська пралюдина займалася полюванням і збиранням лісових плодів.
 
Важливо зазначити, що докладний аналіз і порівняння останків доісторичної людини, знайдених у печері, довели, що печеру населяли дві раси одночасно. Обидві раси належали до одного типу неандертальців, але відрізнялися тілобудовою та фізіономією. Крамбергер поділив їх на вищу та нижчу раси. Вищий тип мав плоску згори голову, довгастий череп, видовжене лице та кінцівки, нижчий був міцнішої статури, з коротшими кінцівками, дебелішим тілом, круглим черепом і широким лицем.
Особливо слід звернути увагу на те, як реконструйовано місце знахідок для публічного показу. Реконструкцію неандертальця було проведено в дусі тодішніх стереотипів щодо доісторичних людей. Їх зображували як дурних і дефективних істот. Це цілком хибне уявлення. Неандертальці були на дуже високій стадії розвитку, здатні виготовляти мудровані знаряддя, піклувалися про хворих, ховали померлих, спілкувалися якимсь різновидом мови та мали ознаки релігійності.
Про крапинську пралюдину, хоч вона й належала до неандертальського виду, ми не можемо твердити, що вона жила так само, тобто вела такий самий спосіб життя, що й інші представники цього виду, які населяли інші куточки світу. З огляду на численні доісторичні кістки, знайдені розкиданими по печері разом із кістками тварин, припускається, що вони не ховали покійників. Їм було невідомо сакральне. Можна зробити висновок, що це були примітивні істоти, які ототожнювали смерть ближнього зі смертю будь-якої тварини.
Вчені досі гостро сперечаються про те, як зникла крапинська пралюдина. Деякі підтримують теорію про те, що вона була людоїдом, але головним аргументом противників цієї теорії є високий ступінь людських відносин, досягнутий в общині, та турбота про членів цієї общини.
Чимала частина останків із Хушняково знаходилася у Крапинському музеї еволюції, доки не було збудовано новий музейний комплекс із сучасним дизайном.
 
Найкраще збережений череп — череп «С», який є у багатьох підручниках по всьому світу.
Драгутин Горянович-Крамбергер був першим палеонтологом і палеоантропологом, який використав рентгенівські промені для дослідження викопних залишків кісток.